# Сапотильтик
Сапотильтик (исп. Zapotiltic) — посёлок в Мексике, в штате Халиско, входит в состав одноименного муниципалитета и является его административным центром. Численность населения, по данным переписи 2020 года, составила 27 260 человек.

## Общие сведения
Название Zapotiltic с языка науатль можно перевести как: место чёрной сапоты.
В 1523 году регион был покорён конкистадорами во главе с Алонсо Авалосом.
В период с 1526 по 1529 годы Гонсало де Сандоваль покорил столицу индейского вождества Колима.
Через данную местность пошли караваны с солью, морепродуктами, товарами с кораблей, прибывавших из Японии, Калифорнии, Европы. Самым загруженным местом на маршруте была конгрегация Святого Варфаламея на реке Коауаяна. Местные жители начали собираться на месте, которое сейчас занимает Сапотильтик, чтобы продавать еду, воду и фрукты шедшим караванам. Это привело к основанию современного Сапотильтика и исчезновению конгрегации Святого Варфоломея.
Позднее началась катехизация местного населения монахами Мартином де Хесусом и Хуаном де Падильем, а в 1629 году чего началось строительство францисканской церкви.
В 1825 году Сапотильтик был деревней и входил в состав департамента Сапотлан-эль-Гранде. 4 марта 1831 года было подтверждено, что Сапотильтик является административным центром одноимённого муниципалитета.
Он расположен в 140 км к югу от столицы штата, города Гвадалахара, вблизи нескольких федеральных трасс.

## Население
| Год  | Численность | Численность |
| ---- | ----------- | ----------- |
| 2000 | 22 092      | [ 7 ]       |
| 2010 | 22 833      | [ 8 ]       |
| 2020 | 27 260      | [ 9 ]       |